# Улица Можайского (Вологда)
Улица Можайского (до 1960 года — Завокзальная улица) — улица в Завокзальном микрорайоне и посёлке Льнокомбината Вологды, Россия, проходящая вдоль путей железной дороги. Улица образована в 1900 году при открытии узловой железнодорожной станции Вологда I, а также нового вокзала и депо при ней и долгое время являлась одной из границ города. В 1960 году переименована в честь пионера воздухоплавания контр-адмирала Александра Можайского.

## История
В 1898—1900 годах в связи с постройкой железной дороги из Вологды в Архангельск на южной окраине города была сооружена новая узловая станция, при которой были открыт каменный вокзал и депо. Для служащих станции и депо вдоль путей были построены одноэтажные и двухэтажные деревянные дома барачного типа, вдоль которых была проложена улица, получившая название Завокзальной. После 1917 года улица и прилегающие к ней территории стали быстро застраиваться, на месте бывших сельскохозяйственных полей деревни Яминово вырос микрорайон, получивший, как и улица, название Завокзального.
С 1945 года застройка улицы сала происходить особенно активно: появились каменные многоквартирные дома, а также школы, магазины, кинотеатр «Спутник» и некоторое количество других культурно-бытовых учреждений. В 1960 году Завокзальная улица получила имя в честь контр-адмирала и пионера воздухоплавания Александра Можайского, жившего в имении супруги Котельниково недалеко от Вологды в период своих воздухоплавательных опытов. 
В мае 2020 года на улице был сооружён новый участок ливнёвой канализации длиной 500 м, а также капитально отремонтирован существовавший участок дренажных труб между Пошехонским шоссе и железнодорожным переездом, после чего за лето и осень того же года на участке от Топливного переулка до Береговой улицы было заменено асфальтовое покрытие, работы были завершены 2 ноября. В ноябре 2023 года движение по улице было ограничено в связи с закрытием на ремонт правой стороны моста через реку Шограш. В июне 2024 года работы на этой половине были завершены и на ремонт была закрыта вторая часть моста.

## Описание
Улица Можайского расположена в южной части Вологды и пролегает вдоль станции Вологда I и путей железной дороги. Она начинается от пересечения Пошехонского шоссе с Топливным переулком и идёт до посёлка Льнокомбината, где переходит в Московское шоссе. Полная длина улицы составляет 3642 метра, адрес по улице имеют 104 здания, из них 46 — жилые дома, из которых 9 имеют 80 и более квартир. Возле моста через Шаграш действует гаражный кооператив. Улица хорошо озеленена.